# 글로벌에이치미디어의 음반
이 문서는 NH 미디어에서 발매한 음반 목록이다.전신인 라플 엔터테인먼트하고 같이 넣을 수도 있다.

## 1990년대
- 1992년 1월 30일 김종서 - Rethona
- 1993년 1월 ?일 김종서 - 92`김종서 In 카리스마
- 1993년 1월 ?일 김종서 - The First Legend (Live) Part.1
- 1993년 4월 ?일 김종서 - PETSDN2 (2nd St)
- 1993년 7월 1일 김종서 - The First Legend (Live) Part.2
- 1994년 8월 ?일 김종서 - 세상의 눈물 마를따까지
- 1995년 4월 ?일 임창정 - Rock & Razor Techno Music (이미 나에게로)
- 1995년 10월 ?일 김종서 - Thermal Island (열섬)
- 1995년 12월 24일 김종서 - 김종서 세종문화회관 라이브
- 1996년 ?월 ?일 김종서 - Fallen Angel Forever
- 1996년 ?월 ?일 김종서 - 김종서 Gold 1
- 1996년 4월 ?일 임창정 - Because I`m Not With You (혼자만의 이별)
- 1996년 11월 1일 김종서 - 1996 Kim Jong Seo V
- 1997년 5월 16일 임창정 - Again (그때 또 다시)
- 1997년 10월 ?일 김종서 - 김종서 Gold 2
- 1998년 1월 ?일 김종서 - Seeds
- 1998년 4월 ?일 임창정 - Lim Chang Jung 4th (늑대와 함께 춤을)
- 1998년 11월 ?일 김종서 - Love Songs (Special)
- 1999년 3월 ?일 임창정 - Story Of...
- 1999년 6월 9일 김종서 - The Seven Kimjongseo

## 2000년대
- 2000년 ?월 ?일 UN - UNITED N-GENERATION
- 2000년 2월 11일 임창정 - White
- 2000년 11월 1일 임창정 - www.love.7th
- 2001년 5월 17일 임창정 - Hits 1st Best Album:Lim Chang Jung A To Z
- 2001년 7월 ?일 임창정 - Different Color
- 2001년 7월 ?일 UN - Traveling You
- 2001년 11월 13일 김종서 - Odyssey
- 2002년 5월 1일 임창정 - 구집:C.J.2002
- 2002년 11월 14일 UN - Extreme Happiness
- 2003년 2월 12일 김종서 - 열창 김종서
- 2003년 6월 5일 임창정 - Bye
- 2003년 8월 21일 UN - Sweet & Strong
- 2004년 3월 25일 강성훈 - Everlasting
- 2004년 6월 29일 UN - Reunion
- 2005년 5월 13일 UN - 그녀에게
- 2005년 7월 26일 김종서 - No.9
- 2005년 9월 6일 파란 - Paran The First
- 2005년 10월 20일 조항조 - The Beautiful Soul, The Fourth Story
- 2006년 ?월 ?일 김종서 - The Musician Series[1]
- 2006년 1월 26일 UN - Good bye & Best
- 2006년 6월 7일 파란 - [Digital Single] 배틀짱 OST (투니버스 애니메이션)[2]
- 2006년 7월 10일 더레이 - The Ray's Rainbow
- 2006년 9월 4일 UN - Beyond The Blue Sky
- 2006년 12월 12일 파란 - 이레자이온 O.S.T
- 2007년 4월 17일 김종서 - 김종서 20th Anniversary Greatest Hits 명행
- 2007년 5월 15일 파란 - The First (더 퍼스트)
- 2007년 10월 22일 양동근 - But I 드려[3]
- 2007년 12월 5일 파란 - [Digital Single] Merry Christmas (메리 크리스마스)
- 2008년 4월 11일 파란 - U.R.M.S (YOU ARE MY SONG)
- 2008년 7월 7일 김종서 - [Digital Single] 아버지
- 2008년 9월 3일 유키스 - New Generation
- 2008년 10월 14일 김종서 - 아버지
- 2009년 2월 3일 유키스 - Bring It Back2 Old School
- 2009년 3월 10일 임창정 - Return To My World
- 2009년 7월 3일 더레이 - [Digital Single] SS Life 2nd[4]
- 2009년 9월 24일 김종서 - [Digital Single] 별 이야기
- 2009년 11월 6일 더레이 - 1,2,3 & Love
- 2009년 11월 6일 유키스 - Conti Ukiss

## 2010년대
- 2010년 2월 3일 유키스 - U-Kiss Only One Album
- 2010년 2월 11일 김종서 - Remind
- 2010년 4월 30일 유키스 - [Digital Single] 뭐라고
- 2010년 6월 4일 유키스 - 도전 히어로 (김수로,유상철,유키스)
- 2010년 7월 26일 양동근 - [Digital Single] 개키워
- 2010년 9월 13일 양동근 - 그랑프리 OST[5]
- 2010년 10월 4일 유키스 - Break Time
- 2010년 11월 9일 양동근 - Best Of Best
- 2011년 3월 30일 유키스 - Bran New Kiss
- 2011년 7월 7일 김종서 - [Digital Single] 애
- 2011년 9월 1일 유키스 - NEVERLAND
- 2011년 10월 21일 유키스 - [Digital Single] SOMEDAY
- 2011년 10월 21일 유키스 - [Digital Single] 프로야구 30주년 기념앨범
- 2011년 12월 14일 유키스 - Tick Tack
- 2011년 12월 22일 유키스 - [Digital Single] 평생 (For KISS Me)
- 2012년 2월 23일 유키스 - 신드롬 OST Part.1
- 2012년 3월 16일 수현 - [Digital Single] 눈사람
- 2012년 4월 17일 더레이 - [Digital Single] 0 4 2 6
- 2012년 4월 20일 유키스 - [Digital Single] AMAZING
- 2012년 4월 25일 유키스 - DORADORA (돌아돌아)
- 2012년 6월 1일 유키스 - [Digital Single] Te Amo
- 2012년 6월 5일 유키스 - The SPECIAL TO KISSME
- 2012년 6월 13일 더 치어스 - MM Choice Part.1
- 2012년 8월 31일 유키스 - [Digital Single] CINDERELLA
- 2012년 9월 20일 유키스 - Stop Girl
- 2012년 10월 8일 더 치어스 - [Digital Single] 야 (YA)
- 2012년 11월 16일 더레이 - [Digital Single] 로켓탄 콜라보 Vol.1[6]
- 2012년 12월 28일 유키스 - [Digital Single] Gangsta Boy
- 2013년 3월 7일 유키스 - COLLAGE
- 2013년 4월 22일 유비트 - 있을 때 잘해 줄 걸
- 2013년 8월 8일 빅스타 - Hang Out
- 2013년 9월 24일 임창정 - 나란놈이란
- 2013년 10월 24일 유키스 - [Digital Single] Mysterious Lady
- 2013년 10월 31일 유키스 - MOMENTS
- 2013년 10월 30일 임창정 - [Digital Single] 문을 여시오
- 2013년 12월 11일 김종서 - [Digital Single] 아프다
- 2013년 12월 12일 빅스타 - [Digital Signle] 홀로서기
- 2013년 12월 30일 임창정 - [Digital Single] 용감한 형제 10주년 앨범 Part.1
- 2014년 2월 26일 임창정 - 쓰리데이즈 OST Part.1
- 2014년 3월 19일 유키스 - [Japan Digital Single] Memories
- 2014년 3월 20일 임창정 - 흔한 노래...흔한 멜로디...
- 2014년 6월 2일 유키스 - MONO SCANDAL
- 2014년 7월 23일 임창정 - 조선총잡이 OST Part.4
- 2014년 8월 20일 더레이 - 조선총잡이 OST Part.7
- 2014년 8월 25일 임창정 - [Digital Single] Once Again #2[7]
- 2014년 8월 28일 라붐 - PETIT MACARON (쁘띠마카롱)
- 2014년 9월 5일 김종서 - [Digital Single] 날개
- 2014년 11월 3일 라붐 - `PETIT MACARON` DATA PACK
- 2014년 11월 24일 임창정 - 친한사람
- 2015년 1월 23일 유키스 - Always
- 2015년 3월 18일 유키스 - [Japan Digital Single] Action
- 2015년 3월 27일 라붐 - [Digital Single] Sugar Sugar
- 2015년 4월 8일 더레이 - [Digital Single] 고백송
- 2015년 6월 4일 에이제이 - [Digital Single] She`s Just Perfect For Me
- 2015년 9월 7일 임창정 - [Digital Single] 그대라는 꿈[8]
- 2015년 9월 22일 임창정 - 또다시 사랑[9]
- 2015년 12월 1일 더레이 - 우리집 꿀딴지 OST Part.3
- 2015년 12월 2일 임창정 - 달콤살벌 패밀리 OST Part.2
- 2015년 12월 6일 라붐 - ALLOW ALLOW
- 2015년 12월 10일 소연 - 우리집 꿀딴지 OST Part.4
- 2015년 12월 17일 황리유 - [Digital Single] PICK ME[10]
- 2016년 2월 23일 김종서 - [Digital Single] HOME
- 2016년 4월 6일 라붐 - [Digital Single] Fresh Adventure
- 2016년 4월 17일 임창정 - [Digital Single] 판타스틱 듀오 Part.1[11]
- 2016년 4월 24일 임창정 - [Digital Single] 판타스틱 듀오 Part.2[12]
- 2016년 5월 18일 유미 - [Digital Single] 이 노래 좀 들어주라
- 2016년 6월 11일 유키스 - STALKER
- 2016년 8월 3일 소연 - [Digital Single] 아이돌보컬리그 - 걸스피릿 EPISODE 03[13]
- 2016년 8월 23일 라붐 - Love Sign
- 2016년 9월 6일 임창정 - I`M
- 2016년 9월 7일 소연 - [Digital Single] 아이돌보컬리그 - 걸스피릿 EPISODE 08[14]
- 2016년 9월 21일 더 레이,소연 - [Digital Single] 아이돌보컬리그 - 걸스피릿 EPIDODE 10[15]
- 2016년 11월 2일 더 레이 - 공항 가는 길 OST Part.5
- 2016년 11월 7일 소울라티도 - [Digital Single] 목이 쉬도록
- 2016년 12월 2일 라붐 - 겨울동화
- 2017년 4월 17일 라붐 - Miss The Kiss
- 2017년 5월 17일 임창정 - [Digital Single] 그대 내게 말하길
- 2017년 6월 2일 임창정 - LIM CHANG JUNG LIVE ALBUM
- 2017년 6월 10일 소울라티도 - 맨투맨 OST Part.9
- 2017년 6월 13일 소울라티도 - [Digital Single] I Can`t Stop
- 2017년 7월 25일 라붐 - [Digital Single] LABOUM Summer Sepcial
- 2017년 9월 6일 유키스 - 맨홀 OST Part.5
- 2017년 9월 8일 더레이 - [Digital Single] 오늘날씨
- 2017년 10월 13일 준, 유정, 지엔, 해인 - [Digital Single] THE UNI+ 마이턴 (My Turn)[16]
- 2017년 10월 20일 준,유정,지엔,해인 - [Digital Single] THE UNI+ 빛 (Last One)[17]
- 2017년 10월 24일 임창정 - 그 사람을 아나요
- 2017년 10월 29일 김동현, 조한국 - [Digital Single] 믹스나인 Part.1
- 2017년 11월 19일 김동현,조한국 - [Digital Single] 믹스나인 Part.3
- 2017년 12월 5일 소연 - 저글러스 OST Part.1
- 2017년 12월 7일 소울라티도 - [Digital Single] 우선순위
- 2017년 12월 15일 임창정 - [Digital Single] 우리도 그들처럼[18]
- 2017년 12월 26일 유키스 - [Digital Single] 널 맞이 할 준비
- 2017년 12월 29일 수현 - [Digital Single] You
- 2018년 1월 2일 소연 - [Digital Single] XOXO[19]
- 2018년 1월 14일 준 - [Digital Single] THE UNI+ B STEP 1
- 2018년 1월 20일 유정,지엔,해인 - [Digital Single] THE UNI+ G STEP 1
- 2018년 2월 10일 준,지엔 - [Digital Single] THE UNI+ FINAL
- 2018년 6월 6일 소연,유정 - 이리와 안아줘 OST Part.2
- 2018년 6월 29일 더레이 - [Digital Single] 오늘더레이 #1
- 2018년 7월 3일 기섭, 훈 - [Digital Single] Train/Milk Tea
- 2018년 7월 7일 준 - 이별이 떠났다 OST Part. 3
- 2018년 7월 27일 라붐 - [Digital Single] Between Us
- 2018년 9월 1일 파란 - [Digital Single] 너와 나
- 2018년 9월 19일 임창정 - 하루도 그대를 사랑하지 않은 적이 없었다
- 2018년 10월 1일 유정 - 복수노트 2 OST Part.3[20]
- 2018년 10월 10일 유키스 - [Japan Digital Single] SCANDAL
- 2018년 11월 7일 라붐 - [Japan Digital Single] Hwi hwi
- 2018년 12월 5일 라붐 - [Digital Single] I’M YOURS
- 2018년 12월 19일 유키스 - [Japan] Glory
- 2019년 1월 1일 소연 - 복수가 돌아왔다 OST Part.6[21]
- 2019년 2월 21일 일라이 - [Digital Single] Gotta Have It All[22]
- 2019년 2월 27일 라붐 - 봄이 오나 봄 OST Part.4
- 2019년 4월 10일 이준영 - [Japan Digital Single] Phenomenal World
- 2019년 4월 24일 라붐 - [Japan] Love Pop Wow
- 2019년 9월 19일 라붐 - Two Of Us
- 2019년 12월 5일 이준영 - [Digital Single] GALLERY
- 2019년 12월 21일 라붐 - [Digital Single] 상상더하기 WINTER ++

## 2020년대
- 2020년 5월 18일 이준영,소연 - 굿캐스팅 OST Part.3
- 2020년 8월 25일 라붐 - [Digital Single] 스마일팝팝 (Smile POP POP)[23]
- 2020년 10월 7일 이준영 - [Digital Single] AMEN
- 2020년 11월 23일 제이창 - [Digital Single] 아인(雅人)
- 2020년 12월 8일 이준영 - 제발 그 남자 만나지 마요 OST Part.3
- 2020년 12월 24일 라붐 - [Digital Single] Cheese (치즈)
- 2021년 1월 27일 수현,훈 - [Digital Single] I Wish
- 2021년 2월 24일 수현,훈 - [Japan Digital Single] I Wish
- 2021년 5월 17일 소연 - 오월의 청춘 OST Part.4
- 2021년 7월 8일 소연 - 간 떨어지는 동거 OST Part.7[24]
- 2022년 11월 12일 트렌드지 - [Digital Single] BLUE SET Chapter. UNKNOWN CØDE
- 2023년 3월 15일 트렌드지 - [Digital Single] Blue Set Chapter. New Dayz
- 2023년 9월 6일 트렌드지 - [Digital Single] STILL ON MY WAY
- 2024년 1월 11일 트렌드지 - [Digital Single] 위로위로 (Go Up)
- 2024년 6월 12일 트렌드지 - [Digital Single] DREAMLIKE
- 2024년 7월 24일 트렌드지 - [Digital Single] 이루어질 것만 같아 (더 매직스타 X TRENDZ (트렌드지))
- 2024년 7월 31일 트렌드지 - [Japan] REBIRTH
- 2025년 4월 25일 트렌드지 - [Digital Single] 뚜뚜